# Eulaira
Genre
Eulaira est un genre d'araignées aranéomorphes de la famille des Linyphiidae.

## Distribution
Les espèces de ce genre se rencontrent aux États-Unis, au Canada et au Mexique,.

## Liste des espèces
Selon World Spider Catalog (version 16.5, 15/08/2015) :
- Eulaira altura Chamberlin & Ivie, 1945
- Eulaira arctoa Holm, 1960
- Eulaira chelata Chamberlin & Ivie, 1939
- Eulaira dela Chamberlin & Ivie, 1933
- Eulaira delana Chamberlin & Ivie, 1939
- Eulaira hidalgoana Gertsch & Davis, 1937
- Eulaira kaiba Chamberlin, 1949
- Eulaira mana Chamberlin & Ivie, 1935
- Eulaira obscura Chamberlin & Ivie, 1945
- Eulaira schediana Chamberlin & Ivie, 1933
- Eulaira simplex (Chamberlin, 1919)
- Eulaira suspecta Gertsch & Mulaik, 1936
- Eulaira thumbia Chamberlin & Ivie, 1945
- Eulaira wioma Chamberlin, 1949

## Publication originale
- Chamberlin & Ivie, 1933 : Spiders of the Raft River Mountains of Utah. Bulletin of the University of Utah, Biological Series, vol. 23, no 4, p. 1-79.